# Pseudorhipsalis alata
Pseudorhipsalis alata (Sw.) Britton & Rose es una especie de planta fanerógama de la familia Cactaceae.

## Distribución
Es endémica de Jamaica. Es una especie rara en la vida silvestre.

## Descripción
Pseudorhipsalis alata crece colgando, está ramificada y crece hasta 5 m de largo. Las secciones del tallo son amplios lineales a lanceolados, de 20 a 40 centímetros de largo y de 3 a 6 centímetros de ancho. Las amarillentas flores son 15 mm de largo y tienen un largo tubo de la corola de 4 mm. Las frutas en forma de huevo son de color verde amarillento y de 10 milímetros de largo.

## Taxonomía
Pseudorhipsalis alata fue descrita por (Sw.) Britton & Rose y publicado en The Cactaceae; descriptions and illustrations of plants of the cactus family 4: 213–214, f. 217–218. 1923.
Etimología
Pseudorhipsalis: nombre genérico que deriva de las palabras griegas: "pseudo" = "falso", de aquí "falso Rhipsalis"
alata: epíteto latíno que significa "con alas"
Sinonimia
- Cactus alatus
- Cereus alatus
- Epiphyllum alatum
- Rhipsalis alata
- Hariota alata
- Disocactus alatus
- Rhipsalis harrisii
- Pseudorhipsalis harrisii
- Rhipsalis swartziana
- Hariota swartziana